# Équipe de Norvège espoirs de cyclisme sur route
L'équipe de Norvège espoirs de cyclisme sur route est l'équipe nationale des moins de 23 ans de cyclisme sur route. La sélection représente la Norvège aux championnats du monde sur route espoirs. Elle participe également aux épreuves espoirs de l'UCI Coupe des Nations U23 qui regroupent des courses d'un jour, par étapes et des championnats de cyclisme continentaux. 

## Sélectionneurs
- ?-2012 : Steffen Kjaergaard
- 2013-2017 : Stig Kristiansen

## Palmarès

### Championnats du monde espoirs
| Édition | Médaille | Coureur              | Épreuve                  |
| ------- | -------- | -------------------- | ------------------------ |
| 1997    | Or       | Kurt Asle Arvesen    | Course en ligne espoirs  |
| 1998    | Or       | Thor Hushovd         | Contre-la-montre espoirs |
| 2013    | Bronze   | Sondre Holst Enger   | Course en ligne espoirs  |
| 2014    | Or       | Sven Erik Bystrøm    | Course en ligne espoirs  |
| 2014    | Bronze   | Kristoffer Skjerping | Course en ligne espoirs  |
| 2016    | Or       | Kristoffer Halvorsen | Course en ligne espoirs  |
| 2022    | Or       | Søren Wærenskjold    | Contre-la-montre espoirs |
| 2022    | Bronze   | Søren Wærenskjold    | Course en ligne espoirs  |

### Coupe des nations espoirs
| Édition | Classement | Victoires | Détail |
| ------- | ---------- | --------- | --- |
| 2007    | -          |           | |
| 2008    | -          |           | |
| 2009    | 16e        |           | |
| 2010    | -          |           | |
| 2011    | 16e        |           | |
| 2012    | 6e         | 1         | Côte picarde (Vegard Breen) |
| 2013    | 4e         | 1         | Coupe des nations Ville Saguenay (Sondre Holst Enger)                                                                                   |
| 2014    | 5e         |           | |
| 2015    | 2e         |           | |
| 2016    | 2e         | 1         | ZLM Tour (Amund Grøndahl Jansen) |
| 2017    | 4e         |           | |
| 2018    | 7e         |           | |
| 2019    | 1re        | 2         | Grand Prix Priessnitz spa (Andreas Leknessund), Tour de l'Avenir (Tobias Foss)                                                          |
| 2020    | 3e         | 2         | Championnat d'Europe du contre-la-montre espoirs (Andreas Leknessund), Championnat d'Europe sur route espoirs (Jonas Iversby Hvideberg) |
| 2021    | 3e         | 1         | Tour de l'Avenir (Tobias Halland Johannessen)                                                                                           |
| 2022    | 2e         | 1         | Championnat du monde du contre-la-montre espoirs (Søren Wærenskjold)                                                                    |
| 2023    | 11e        |           | |
| 2024    | 22e        |           | |

### Championnats d'Europe espoirs
| Édition | Médaille | Coureur                 | Épreuve                  |
| ------- | -------- | ----------------------- | ------------------------ |
| 2011    | Bronze   | Vegard Stake Laengen    | Contre-la-montre espoirs |
| 2020    | Or       | Andreas Leknessund      | Contre-la-montre espoirs |
| 2020    | Or       | Jonas Iversby Hvideberg | Course en ligne espoirs  |
| 2021    | Argent   | Søren Wærenskjold       | Contre-la-montre espoirs |